# Chaux-des-Crotenay
Chaux-des-Crotenay település Franciaországban, Jura megyében. Lakosainak száma 401 fő (2022. január 1.). Chaux-des-Crotenay Syam, Entre-deux-Monts, Châtelneuf, La Chaux-du-Dombief, Les Planches-en-Montagne és Le Vaudioux községekkel határos.

## Népesség
A település népességének változása:
| Lakosok száma | 454  | 394  | 362  | 402  | 412  | 408  | 404  | 396  | 390  | 401  |
|               | 1968 | 1982 | 1990 | 2006 | 2013 | 2015 | 2017 | 2019 | 2020 | 2022 |